# 弘昇
恭恪贝勒品级弘昇（穆麟德轉寫：hūng šeng；1696年—1754年），康熙帝孙，恒温親王允祺长子，母侧福晋刘佳氏，其父為刘文焕。
他在康熙三十五年丙子四月初六日未时出生，康熙五十九年（1720年）十二月封为世子，照贝子品级。雍正年间曾管理上驷院、镶白旗事务，雍正五年（1727年）五月因办理旗务时“并不实力效力”，被革去世子，交付其父允祺“在家严加训诲”。乾隆帝即位后，任命弘升为火器营都统。乾隆四年（1739年），他因为与弘晳结党事发受到惩处。但在晚年重受信任，任头等侍卫、領侍衛內大臣等职。
乾隆十九年甲戌四月二十二日（1754年）他去世，虛齡五十九岁。朝廷追封他为贝勒，谥号恭恪。乾隆五十五年五月（1790年），他的三子永泽成为恒亲王系第五代的贝子。